# Flagler megye
Flagler megye az Amerikai Egyesült Államokban, azon belül Florida államban található. Megyeszékhelye Bunnell, legnagyobb városa Palm Coast. Lakosainak száma 115 378 fő (2020. április 1.). Flagler megye St. Johns, Volusia és Putnam megyékkel határos.

## Népesség
A megye népességének változása:
| Lakosok száma | 96 069 | 97 333 | 98 445 | 99 956 | 105 392 | 115 378 |
|               | 2010   | 2011   | 2012   | 2013   | 2015    | 2020    |